# Cantón de Pujols
El cantón de Pujols era una división administrativa francesa, que estaba situada en el departamento de Gironda y la región de Aquitania.

## Composición
El cantón estaba formado por dieciséis comunas:
- Bossugan
- Civrac-sur-Dordogne
- Coubeyrac
- Doulezon
- Flaujagues
- Gensac
- Juillac
- Mouliets-et-Villemartin
- Pessac-sur-Dordogne
- Pujols
- Rauzan
- Sainte-Florence
- Sainte-Radegonde
- Saint-Jean-de-Blaignac
- Saint-Pey-de-Castets
- Saint-Vincent-de-Pertignas

## Supresión del cantón de Pujols
En aplicación del Decreto nº 2014-192 de 20 de febrero de 2014, el cantón de Pujols fue suprimido el 22 de marzo de 2015 y sus 16 comunas pasaron a formar parte del nuevo cantón de Las Laderas de Dordoña.